# Iglesia independiente
La iglesia independiente es una extensión del puritanismo y del presbiterianismo, que surgió a finales del siglo XVI y principios del XVII. La Iglesia Independiente es cristiana protestante de origen calvinista, en el que piden gobernarse por ellos mismos y ser independientes de cualquier autoridad, pertenecen a la Iglesia baja.

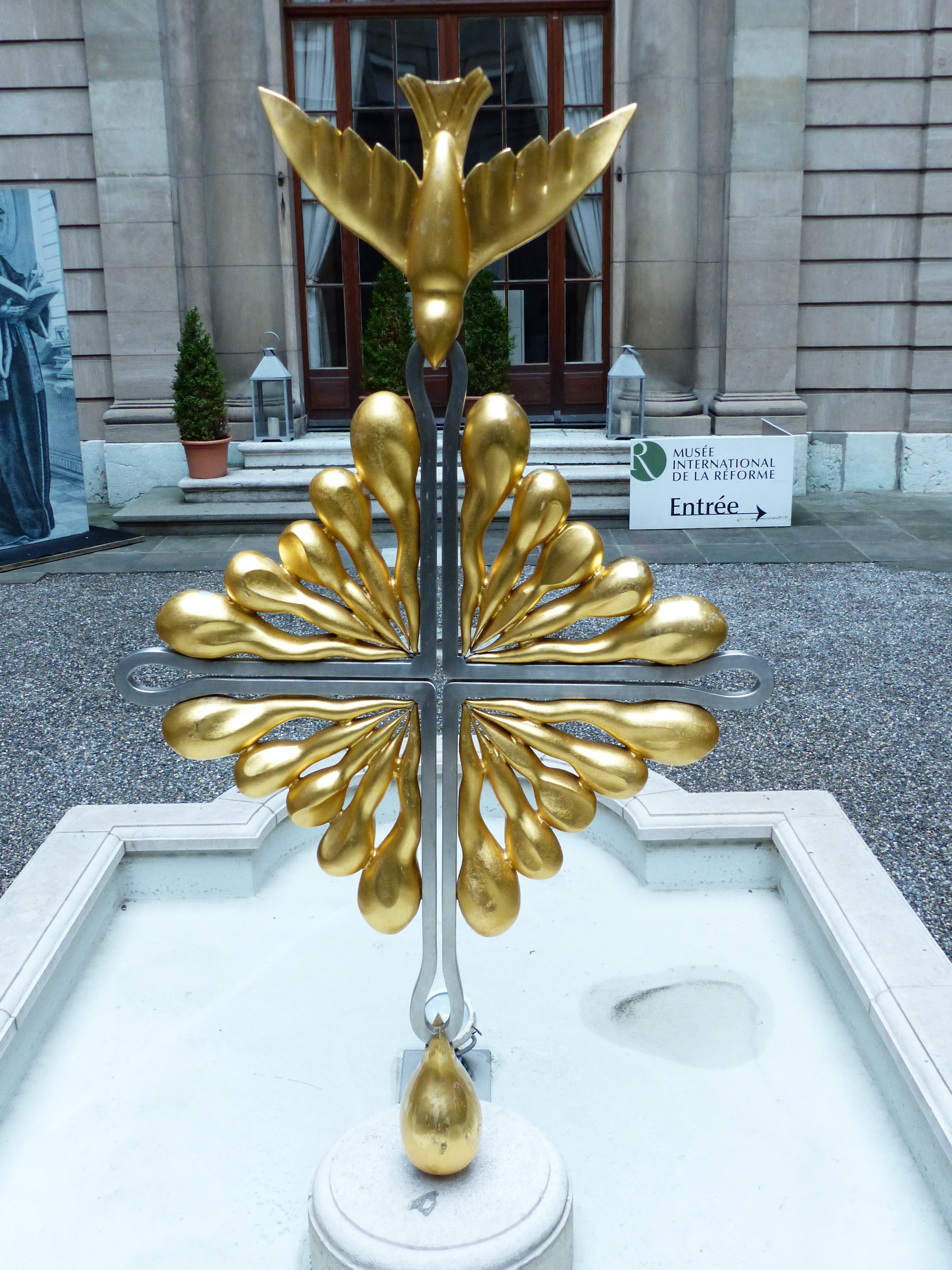
Ginebra, Cruz en el museo del Calvinismo, Suiza, 2015 04

Los Independientes es una iglesia cristiana autónoma que se dirige por ella misma y lee las escrituras bíblicas a su interpretación, alejándose del poder de la Iglesia cristiana católica y colocando al hombre a ser libre a través de la unión de comunidades, permitiendo de esa manera la fácil y exitosa coordinación, ayudándose mutuamente a un nivel local.
La Iglesia Independiente le da prioridad a la predicación en pequeñas comunidades, aceptando únicamente el bautizo y la eucaristía, dejando a un lado los sacramentos.
Su diferencia entre otras líneas del Puritanismo recae en la interpretación y traducción de la Biblia cristiana-católica. Los Independientes simpatizan con la traducción de la Biblia de Ginebra.

## Historia
En 1531 el  Rey Enrique VIII (1509 - 1547) fue reconocido como el Jefe Supremo de la Iglesia Anglicana, por lo que el catolicismo fue sustituido por una nueva religión y el Rey sustituyó al papa y su poder.
Posteriormente en el reinado de Eduardo VI (1547 - 1553) fueron seis años en el que los que estaban en el poder de la Iglesia Anglicana se inclinaron por una interpretación protestante, basada en el calvinismo de Juan Calvino.
En los seis años siguientes bajo el reinado de la Reina Maria Tudor (1553 - 1558) se retornó el catolicismo y por lo mismo, una alanza con el papa, persiguiendo a los herejes. "Existen informes de los Independientes en Inglaterra desde 1555".
La Reina Isabel I (1558 - 1603) fue defensora del Partido Protestante y se enfrentó a los católicos, venció.
Tras su muerte tomó el trono Jacobo I (1603 - 1625) en la que impuso una política absolutista que lo enfrentó con una parte de los católicos, puritanos y la burguesía parlamentaria.
Carlos I (1625 - 1649) hijo de Jacobo 1 y sucesor, también deseaba una monarquía absoluta y se enfrentó completamente al Parlamento Inglés.
En 1580 Robert Browne fue el primero en mencionar los derechos y legitimar las iglesias que se consideraban fuera del Estado, en su libro "A book depicting the life and customs of all true Christians and how different are the Turks, the Pope and pagan" (En español: Un libro que muestra la vida y las costumbres de todos los cristianos verdaderos, y cuán diferentes son de los turcos, los papanos y los paganos.) originado por el movimiento religioso de Inglaterra durante la Reforma puritana.
Sus seguidores eran denominados Brownistas, bajo el lema que también sirvió como guía era: "Reformation without tarrying" (En español: Una rerforma sin guardar a nadie.), que se basaba en la supuesta independencia de actuar que gozaban los doce apóstoles de Cristo.
En 1643 hubo una asamblea nombrada "Asamblea de Westminster" convocada por el Parlamento Inglés, los ministros nombrados Los cinco hermanos disidentes estaban en contra de los presbiterianos y todas las demás organizaciones, exigiendo su expulsión de Inglaterra y su persecución. Los Independientes pidieron tolerancia religiosa y la libertad para predicar.
En 1658 en la "Asamblea de Savoy Declaration" se legitima su libertad religiosa. Dicho documento llegó a la Colonia de Nueva Inglaterra (Hoy estado de Estados Unidos de América) siendo el documento con mayor autoridad en aquel país. 

En las Guerras civiles inglesas se peleó por un Estado puritano y tras la caída de Carlos I por Oliver Cromwell (1549 - 1660) los puritanos fueron menos tolerantes y persiguieron a las demás religiones. 

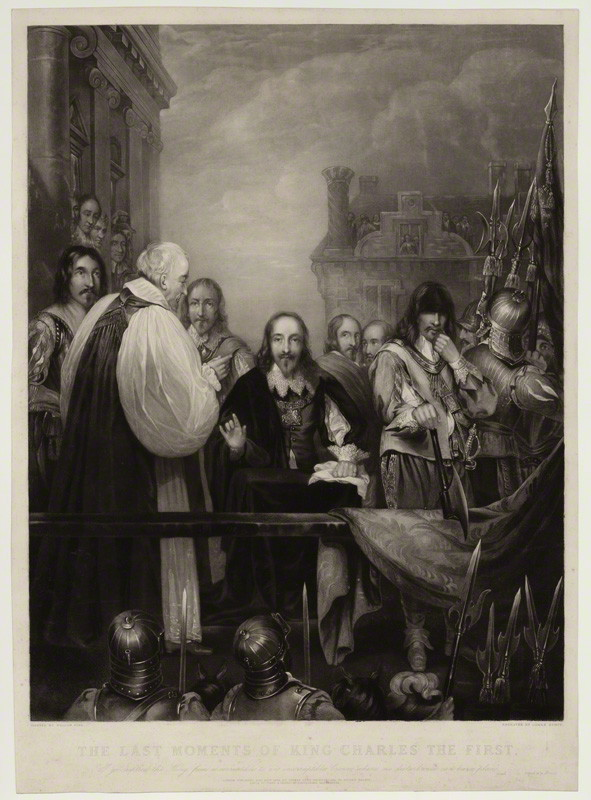
Last Moments of King Charles

En 1660 fue la restauración y retorno de la Monarquía en Inglaterra, volviendo a restablecer la Iglesia Anglicana, expulsando a todas las sectas con la "Ley de Uniformidad" (1662), desde ese momento los Independientes fueron nombrados como parte de los No-Conformistas. En aquella ley había una controversia entre unas líneas y otras divergentes del Puritanismo, por lo que se dividieron en: I) Moderados II) Presbiterianos III) Independientes o separatistas. Todas dentro de la categoría de No-Conformistas.
Los Independientes surgieron en Inglaterra dentro de los No-Conformistas debido a que eran los más radicales, ya que rechazaban la autoridad episcopal y la ayuda del Estado.
En 1662 tras la expulsión de Inglaterra, se produce una gran inmigración a la Colonia de Nueva Inglaterra y Países Bajos: "Los colonizadores [ingleses] emigraron a las Américas por razones económicas, pero muchos de ellos buscaban libertad religiosa. Entre éstos se encontraban los Puritanos, los que establecieron una fuerte comunidad religiosa en Nueva Inglaterra".  Al irse a la Colonia de Nueva Inglaterra o al norte de América se les llamó Congregaciones.
Mientras los que se quedaron en Inglaterra firmaron hasta 1730, junto con los moderados, presbiterianos y bautistas una alianza para proteger sus derechos civiles; pero con el idealismo racional de la época, el tratado causó mucha polémica y confusión, por lo que sólo fue tolerada por su metodismo radical, teniendo como antecedente la "Ley de Tolerancia" (1689) que permitía la libertad de cultos.
Hoy en día, los presbiterianos y los Independientes pertenecen a la United Reform Church, correspondiendo a las "Iglesias históricas de carácter congregacional".
Su apogeo lo tuvieron en Estados Unidos de América tras la Independencia Norteamericana 

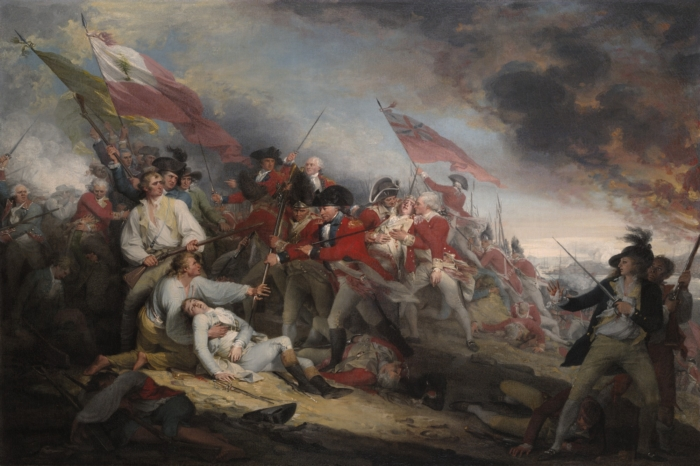
The Battle of Bunker's Hill June 17 1775 by John Trumbull

 (1775 - 1783) y en 1790 los Independientes o Congregacionalistas (como se les nombró en Norteamérica) formaron la Iglesia más grande los Estados Unidos, con el nombre de Iglesia Congregacional